# Florian Krage
Florian Krage (* 11. Januar 1997 in Pinneberg) ist ein deutscher Volleyballspieler.

## Karriere
Krage spielte beim VfL Pinneberg zunächst Faustball und nahm in dieser Sportart an mehreren deutschen Nachwuchsmeisterschaften teil. 2010 begann er beim gleichen Verein mit Volleyball. 2013 und 2014 nahm er mit dem Eimsbütteler TV an den Hamburger Meisterschaften der U18 und U20 teil, weil Pinneberg keine passenden Mannschaften für diese Wettbewerbe hatte. Im letzten Spiel der Saison 2013/14 debütierte er in der Drittliga-Mannschaft der Pinneberger. Anfang 2016 wurde er erstmals zur deutschen U20-Nationalmannschaft eingeladen.
Zur Saison 2016/17 wechselte der Mittelblocker zum Bundesligisten SVG Lüneburg. Mit dem Verein erreichte er das Playoff-Viertelfinale und das Viertelfinale im DVV-Pokal. In der folgenden Saison kamen die Lüneburger in beiden Wettbewerben ins Viertelfinale. Im DVV-Pokal 2018/19 unterlag die SVG erst im Finale gegen den VfB Friedrichshafen und in den Bundesliga-Playoffs unterlag sie im Halbfinale gegen denselben Gegner. Die Saison 2019/20 lief mit dem Aus im Pokal-Achtelfinale und dem achten Platz in der Bundesliga-Hauptrunde weniger erfolgreich. Im Juli 2020 gab Krage in einem Spiel gegen Polen sein Debüt in der A-Nationalmannschaft. 2020/21 schied Lüneburg im DVV-Pokal ebenfalls früh aus, erreichte aber in den Playoffs das Halbfinale.
Anschließend wechselte Krage nach zum polnischen Erstligisten Cuprum Lubin. Mit der Nationalmannschaft schaffte er im Oktober 2023 die Qualifikation für die Olympischen Spiele 2024. In der Saison 2023/24 spielte er beim französischen Verein Spacer’s Toulouse. 2024 wurde er vom deutschen Meister Berlin Recycling Volleys verpflichtet. Mit dem Verein gewann er den DVV-Pokal 2024/25 und die deutsche Meisterschaft. Auch 2025/26 spielt Krage für Berlin.

## Privates
Krage studierte in Lüneburg Wirtschaftsingenieurwesen im Master.